# Nicagoras d'Athènes
Marcus Junius Nicagoras (Marcos Iounios Nikagoras) est une personnalité athénienne née vers 255 et morte après 326.

## Famille
Issue de l'aristocratie athénienne, il est un descendant de Sextus neveu de Plutarque.
Son père est Marcus Junius Minoucianos (Marcos Iunios Minoukianos), sophiste d'Athènes et membre d'une ambassade en décembre 265 vers l'empereur Gallien, décédé entre 267 et 304. Son grand-père paternel est (Marcos Iunios) Nikagoras, aussi sophiste à Athènes, et héraut sacré en 232, décédé après 250. Son arrière grand-père paternel est Mnesaios, rhéteur.
Il est probablement le grand-père de Nikagoras, dévot de Pan et des Nymphes au milieu du IVe siècle. De même, il est aussi probablement le grand-père de l'épouse du philosophe Himerios.

## Biographie
Responsable des Mystères d'Éleusis, il est prêtre d'Asclépios en 304.
Il se met au service de l'empereur Constantin. Celui-ci le charge de recenser des statues susceptibles d'être utilisées pour décorer la nouvelle capitale Constantinople. On connaît notamment un voyage en Égypte en 326.